# 牛镇镇
牛镇镇，是中华人民共和国安徽省安庆市太湖县下辖的一个乡镇级行政单位。

## 行政区划
牛镇镇下辖以下地区：
羊河村、天光村、天桥村、龙湾村、禅源村、龙坪村、南阳村、同义村、严姜村和金钟村。